# Hikaru Mita
Hikaru Mita (三田 光 Mita Hikaru?, nacido el 1 de agosto de 1981 en Tokio) es un exfutbolista japonés. Jugaba de defensa y su último club fue el FC Gifu de Japón.

## Trayectoria

### Clubes
| Club             | País  | Año         |
| ---------------- | ----- | ----------- |
| FC Tokyo         | Japón | 2000 - 2001 |
| Albirex Niigata  | Japón | 2002 - 2007 |
| Vegalta Sendai   | Japón | 2005        |
| Shonan Bellmare  | Japón | 2008        |
| Tokushima Vortis | Japón | 2009 - 2010 |
| FC Gifu          | Japón | 2011 - 2012 |

## Estadística de carrera

### J. League
| Club             | Año   | J. League | J. League | Copa J. League | Copa J. League | Total | Total |
| Club             | Año   | Part.     | Goles     | Part.          | Goles          | Part. | Goles |
| ---------------- | ----- | --------- | --------- | -------------- | -------------- | ----- | ----- |
| FC Tokyo         | 2000  | 0         | 0         | 0              | 0              | 0     | 0     |
| FC Tokyo         | 2001  | 0         | 0         | 0              | 0              | 0     | 0     |
| Albirex Niigata  | 2002  | 30        | 0         | -              | -              | 30    | 0     |
| Albirex Niigata  | 2003  | 35        | 0         | -              | -              | 35    | 0     |
| Albirex Niigata  | 2004  | 10        | 0         | 1              | 0              | 11    | 0     |
| Vegalta Sendai   | 2005  | 7         | 1         | -              | -              | 7     | 1     |
| Albirex Niigata  | 2006  | 24        | 1         | 4              | 0              | 28    | 1     |
| Albirex Niigata  | 2007  | 4         | 0         | 0              | 0              | 4     | 0     |
| Shonan Bellmare  | 2008  | 17        | 1         | -              | -              | 17    | 1     |
| Tokushima Vortis | 2009  | 36        | 1         | -              | -              | 36    | 1     |
| Tokushima Vortis | 2010  | 13        | 0         | -              | -              | 13    | 0     |
| FC Gifu          | 2011  | 32        | 0         | -              | -              | 32    | 0     |
| FC Gifu          | 2012  | 12        | 0         | -              | -              | 12    | 0     |
| Total            | Total | 220       | 4         | 5              | 0              | 225   | 4     |

## Palmarés

### Títulos nacionales
| Título    | Club            | País  | Año  |
| --------- | --------------- | ----- | ---- |
| J2 League | Albirex Niigata | Japón | 2003 |